# Hans Dorn (Maler)
Hans Dorn (* kurz nach 1550 in Kirchheim unter Teck; † 1594 in Stuttgart) war ein württembergischer Maler und Zeichner, der in Stuttgart für den herzoglichen Hof tätig war.

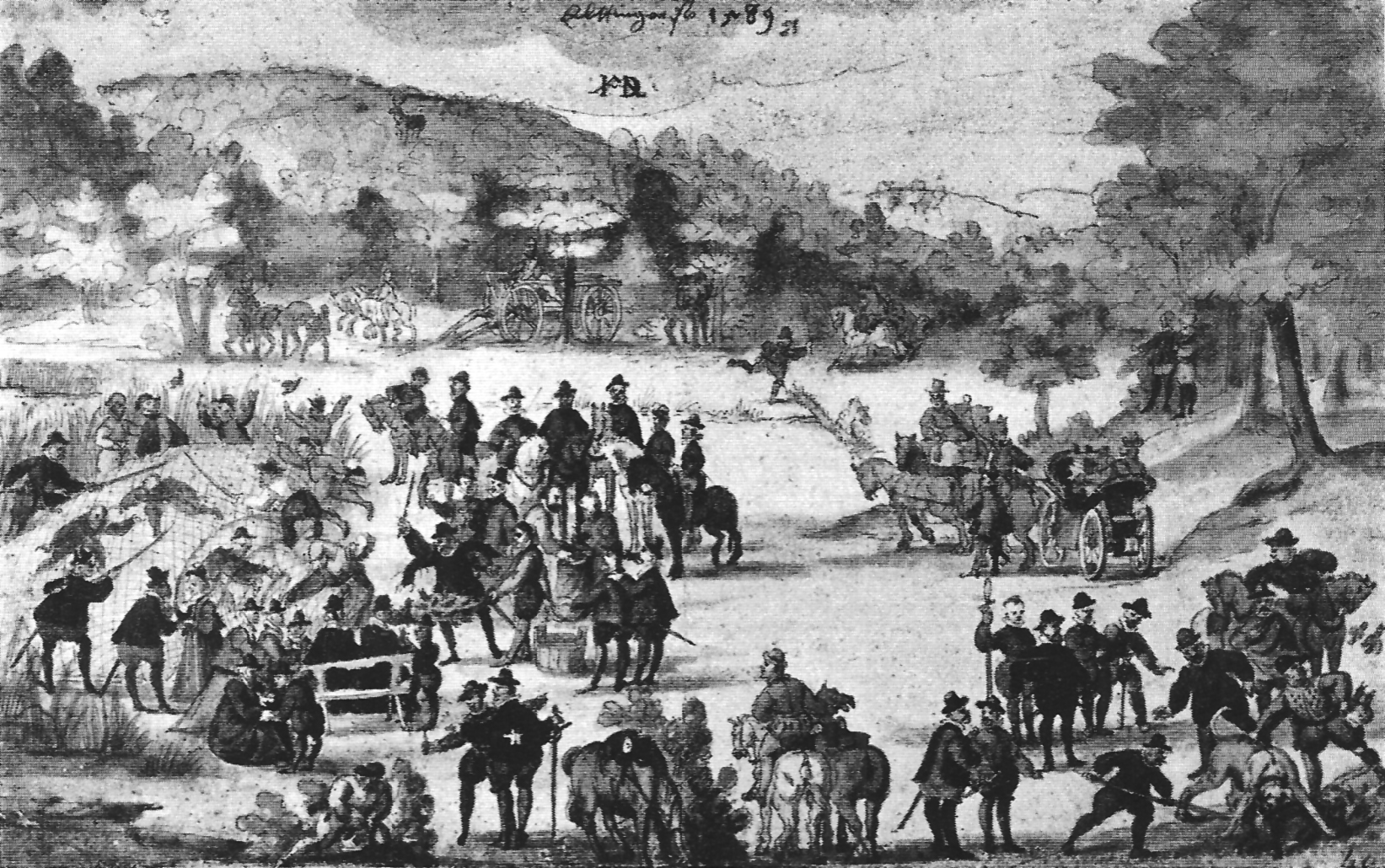
Hans Dorn: Vogeljagd im Leonberger Forst, Federzeichnung 1589

## Leben
Hans Dorn war ein Sohn des gleichnamigen Kirchheimer Malers. 1576/77 war er noch Geselle in Kirchheim. Im gleichen Jahr wechselte er nach Stuttgart, wo er als Geselle von Hans Steiner auch im folgenden Jahr 1577/78 arbeitete. Seit 1580 bekam er nachweislich Aufträge von Herzog Ludwig von Württemberg. 1580/81 malte er für ihn auf Papier ein Weidwerk und ein Turnier in Böblingen. 1581/82 renovierte er für 6 fl eine „uralte Teckische sepultur [Grabstätte] zu Owen“.
Dorn hatte ein Ansehen am württembergischen Hof. Deswegen nahm er schon an der Entwicklungsphase der Ausmalung des neuen Lusthauses teil. Geheimrat Dr. Georg Gadner, der mit der Ausarbeitung des Konzeptes der Ausmalung des 1196 m² großen und 14 m hohen Festsaals beauftragt war, beriet sich Mitte des Jahres 1587 unter anderem mit ihm über die Idee des Herzogs, eine topographische Übersichtskarte von Württemberg mit den wichtigsten Lustjagden des Herzogs sowie den Bildnissen der Jagdteilnehmer zu verbinden. Als 1590 mit der Realisierung begonnen wurde, gehörte Hans Dorn vom Anfang an zu der Gruppe von Malern, die dies unter der Leitung von Hans Steiner tun sollte. Dorn sollte zunächst den Böblinger und Nagolder Forst übernehmen und sie mit Beteiligung seines Gesellen Gabriel Dachs nach den Pergamententwürfen von Gadner ausführen. Bald kam noch der Leonberger Forst hinzu, den ursprünglich Gabriel Dachs alleine ausführen sollte, sowie der Tübinger Forst, für den ursprünglich Jacob Züberlin vorgesehen war. Für das letzte Bild fertigte Dorn in der Gegend von Balingen eine Vorzeichnung an, nach der Gabriel Dachs unter seiner Aufsicht die Szene ausführen sollte. Aufgrund seiner Erfahrung beim Malen der Jagdszenen war Dorn, neben Steiner, verpflichtet, anderen Malern dabei zu Rate zu stehen. Trotzdem musste er in dieser Zeit an einer Bärenjagd bei Nagold, sowie – zusammen mit Andreas Herneisen – an einer Schweinejagd bei Leonberg teilnehmen.

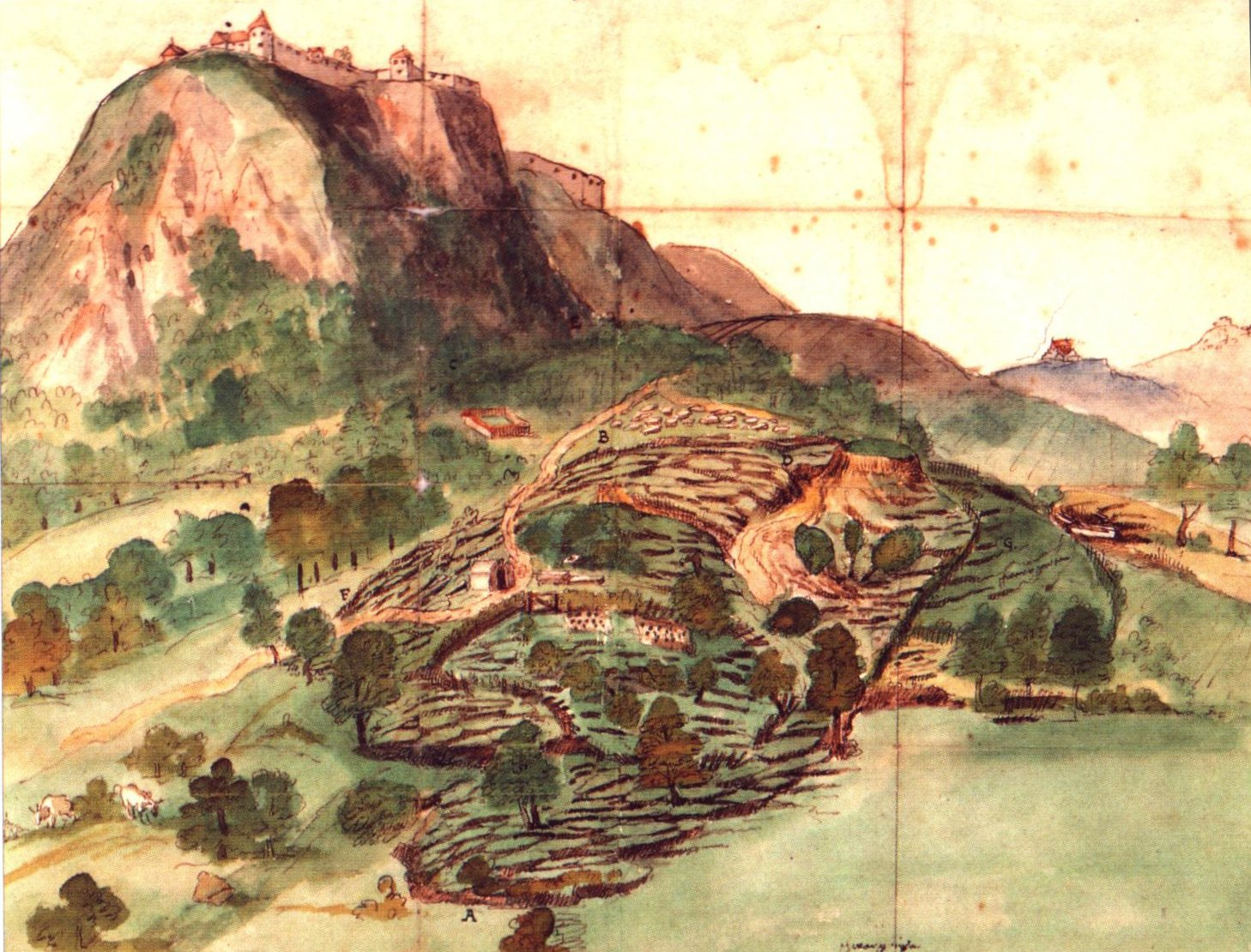
Festung Hohentwiel, Aquarell 1588

Hans Dorn war ein besonders tüchtiger Maler der Jagdszenen sowie Darstellungen seltener Jagdtiere oder Jagdbeuten – Bilder, die Herzog Ludwig von ihm verlangte. 1591/92 bekam er 25 fl für ein Ölgemälde auf Leinen, das eine Wildschweinejagd im Leonberger Forst darstellte.
Zu seinen Aufgaben gehörten ferner topographische Darstellungen der Grenzstreitigkeiten, urkundlich werden solche von 1588/89 und 1592/93 erwähnt.
Hans Dorn wohnte seit 1589 bis zu seinem Tod in St. Lienhards Vorstadt. Er starb – noch recht jung – während der Arbeit an der Fassung des Orgelwerks in der Hofkapelle. Diese unterbrochene Arbeit musste von seinem Gesellen Hans Paur vollendet werden.
Seine Witwe, Lucretia Dorn, heiratete noch 1594 den Tübinger Maler Georg Baur.

## Bedeutung
Dorn wurde von Georg Gadner geschätzt, aber auch Hans Steiner hatte eine sehr positive Meinung über dessen Malkunst: „seine Arbeiten seien tadelfrei, er sei ein besserer Maler als Herneisen, besonders im Weidwerk, und er hätte besser daran getan, mit Dorn allein ohne den Herneisen zu arbeiten“.
Dorn war zwar kein Hofmaler, aber mit dem Hof eng verbunden. Es ist nicht bekannt, ob er für andere Auftraggeber tätig war. Es sind nur zwei Arbeiten erhalten geblieben, deren Autor sicher Dorn war. Eine davon ist die aquarellierte Zeichnung mit Darstellung einer Vogeljagd. Sie zeigt eine akkurate, detailreiche Schilderung der Handlung in einer bilderbuchartig gereihten Komposition mit puppenhaften Figürchen. „Das Blatt ist deutlich von Steiner abhängig, unterscheidet sich aber von diesem durch die detailreiche Durchführung oder die schematischen Gesichtseinzeichnungen. Am freisten wirkt die skizzenhaft andeutende Niederschrift des Waldes, bei der kein Zwang zu informativer Aussage vorlag.“ Erhalten ist auch seine Abbildung der Festung Hohentwiel von 1588, die anlässlich eines Erdrutsches entstand. Dieses Bild ist die älteste wirklichkeitsnahe Darstellung von Hohentwiel.

## Erhaltene Arbeiten
- 1588 Hohentwiel (Aquarell, Stadtarchiv Singen, A 360 Bü 28)
- 1589 Vogeljagd im Leonberger Forst (Federzeichnung braun, farbig laviert, 20,4 × 32,6 cm, beschriftet „Eltingen Ao 1589“ und „IHDM“ (d. h. wahrscheinlich: Johann Dorn Maler); University College London)